# 大山村 (兵庫県神崎郡)
大山村（おおやまむら）は、兵庫県神崎郡にあった村。現在の神河町の中部、猪篠川の流域にあたる。

## 地理
- 河川：猪篠川

## 歴史
- 1889年（明治22年）4月1日 - 町村制の施行により、神東郡吉富村・大山村・猪篠村の区域をもって発足。
- 1896年（明治29年）4月1日 - 所属郡が神崎郡に変更。
- 1955年（昭和30年）3月31日 - 越知谷村・粟賀村と合併して神崎町が発足。同日大山村廃止。

## 交通

### 道路
現在は旧村域に播但連絡道路の神崎北ランプが所在するが、当時は未開通。